# Хэнкок, Гунборг
Гунборг Марита Хэнкок (швед. Gunborg Hancock, урожденная Вистлинг; 20 апреля 1912, Гельсингфорс, Российская империя — 16 октября 2024, Стокгольм) — шведская супердолгожительница, родившаяся в Финляндии, возраст которой подтверждён Группою LongeviQuest (LQ). C 2022 года и вплоть до своей смерти была старейшим верифицированным жителем Швеции. Её возраст на момент смерти составлял 112 лет 179 дней.

## Биография
Гунборг Хэнкок родилась и выросла в Хельсинки в семье моряка Георга Вистлинга (1879—1930) и его жены Элин Дагмар Лундблад (1875—1963). У неё было две старшие сестры, Малин (1908—1967) и Аста (1910—1977). У её матери еврейские корни. Её отец участвовал в летних Олимпийских играх в соревнованиях по парусному спорту в тот же год, когда родилась Хэнкок, и завоевал бронзовую медаль. После окончания школы, начиная с 1929 года, она обучалась на литографа. Она проработала в этой профессии более сорока лет. Вышла на пенсию в середине 1970-х годов.
В 1937 году вышла замуж за Георга Лондена (1910—1940), служившего на флоте. Брак остался бездетным. Её муж погиб на Советско-финляндской войне в начале 1940 года. Во время Второй мировой войны, в 1944 году, она вместе с семьёй бежали из Финляндии в Швецию, где нашли новый дом в Стокгольме. Вскоре после окончания войны, летом 1945 года, она вышла замуж за шведского керамиста Роберта Хэнкока (1912—1993). Этот брак также остался бездетным. В конце 1940-х годов супруги по профессиональным причинам переехали в Париж, а через несколько лет — в Лондон. После развода в 1959 году она вернулась в Стокгольм одна. До 105 лет она жила в своей квартире и вела хозяйство в основном самостоятельно, а в конце 2017 года переехала в дом престарелых.
После смерти Фларид Лагерлунд из Швеции 9 апреля 2022 года в возрасте 109 лет Гунборг Хэнкок стала старейшим жителем Швеции. 20 апреля 2022 года Хэнкок отметила 110-летие, получив статус супердолгожителя. После смерти финки Астрид Квист 18 июля 2022 года в возрасте 110 лет Хэнкок также стала старейшим жителем Скандинавии.
Хэнкок умерла 16 октября 2024 года в возрасте 112 лет и 179 дней (всего 41 087 дней).